# Олыцкий гостинец
Олыцкий (Олицкий, Олышский) гостинец (укр. Олицький гостинець) — старинная средневековая дорога, которая вела от города Олыка на Луцк через Хорлупы и Романов (сейчас села Луцкого района Волынской области Украины).

## История
Олыцкий гостинец впервые упоминается в грамоте 1322 года князя Любарта Гедиминовича. При этом сам документ скорее всего, является фальсификатом, и был создан не ранее конца XV века.
Олыцкий гостинец замыкал проходные волынско-полесские сухопутные тракты, поскольку далее на север и восток, фактически до самого Овруча, тянулись малопроходимые болота. Огибал долину реки Олыка у замка Радзивилов.
С Олыки также вели пути на Звягель через Жуков, Ровно, Дорогобуж, Гощу, Столпин, Корец. На Острог через Сатыев, Здолбицу. Вглубь Берестейского воеводства через Клевань, по левому берегу реки Горынь на Степань, Кричильск, Дубровицу.